# Satyrichthys rieffeli
Satyrichthys rieffeli is een  straalvinnige vissensoort uit de familie van pantserponen (Peristediidae). De wetenschappelijke naam van de soort is voor het eerst geldig gepubliceerd in 1859 door Johann Jakob Kaup.